# Nowe Sady (województwo podkarpackie)
Nowe Sady (do 1957 r. Hujsko, ukr. Військо, rus. Гуйско) – wieś w Polsce położona w województwie podkarpackim, w powiecie przemyskim, w gminie Fredropol.
W latach 1975–1998 miejscowość położona była w województwie przemyskim.
Wieś położona nad Wiarem u podnóża wzgórz Kalwarii Pacławskiej.

## Części wsi
| SIMC    | Nazwa               | Rodzaj    |
| ------- | ------------------- | --------- |
| 0602489 | Młyny               | część wsi |
| 0602495 | Siedliska           | część wsi |
| 0602503 | Sokołów Dobromilski | część wsi |
| 0602510 | Zawiar              | część wsi |

## Historia
Pierwsza wzmianka o miejscowości pochodzi z 1444 r., kiedy nazywała się Osko i należała do królewszczyzn starosty przemyskiego. W XV w. powstała tu parafia prawosławna, której istnienie in villa Wujsko potwierdził w 1665 Jan Kazimierz. Wieś należała do starostwa przemyskiego w drugiej połowie XVI wieku, położona była na przełomie XVI i XVII wieku w ziemi przemyskiej województwa ruskiego. W 1772 r. wieś przyłączono do austriackich dóbr rządowych. Do 1778 r., istniała tu warzelnia soli, czerpiąca solankę ze studni o głębokości ponad 100 m a w XIX w. funkcjonował browar. W latach 80., XVII w. w części wsi zwanej Falkenberg osadzono w ramach kolonizacji józefińskiej kolonistów niemieckich. W 1921 r. wieś liczyła 136 domów i 788 mieszkańców (765 wyznania gr-kat, 9 rz-kat, 14 mojż.).
Za II Rzeczypospolitej gmina jednostkowa w powiecie dobromilskim w woj. lwowskim. 1 sierpnia 1934 weszła w skład nowo utworzonej zbiorowej gminy Nowosiółki Dydyńskie, w granicach której Hujsko utworzyło gromadę.
Podczas II wojny światowej gromadę Hujsko włączono do Generalnego Gubernatorstwa (dystrykt krakowski, Landkreis Przemysl), gdzie zostało siedzibą nowo utworzonej gminy Hujsko (3846 mieszkańców). Gromada Hujsko (w gminie Hujsko) w 1943 roku liczyła 708 mieszkańców.
Po wojnie wieś włączona do ZSRR, gdzie weszła w skład rejonu dobromilskiego w obwodzie drohobyckim. W maju 1948, w związku z korektą granicy państwową między Polską a ZSRR, wieś włączono z powrotem do Polski. Z Hujska wysiedlono łącznie 152 rodziny, a zasiedlono je 111 osobami (36 rodzin) z Polski. Hujsko włączono do gminy Rybotycze w powiecie przemyskim w województwie rzeszowskim. 1 lipca 1952 Hujsko stanowiło jedną z 13 gromad gminy Rybotycze.
27 czerwca 1957 nazwę wsi zmieniono na Nowe Sady, włączając do miejscowości sąsiedni Falkenberg.

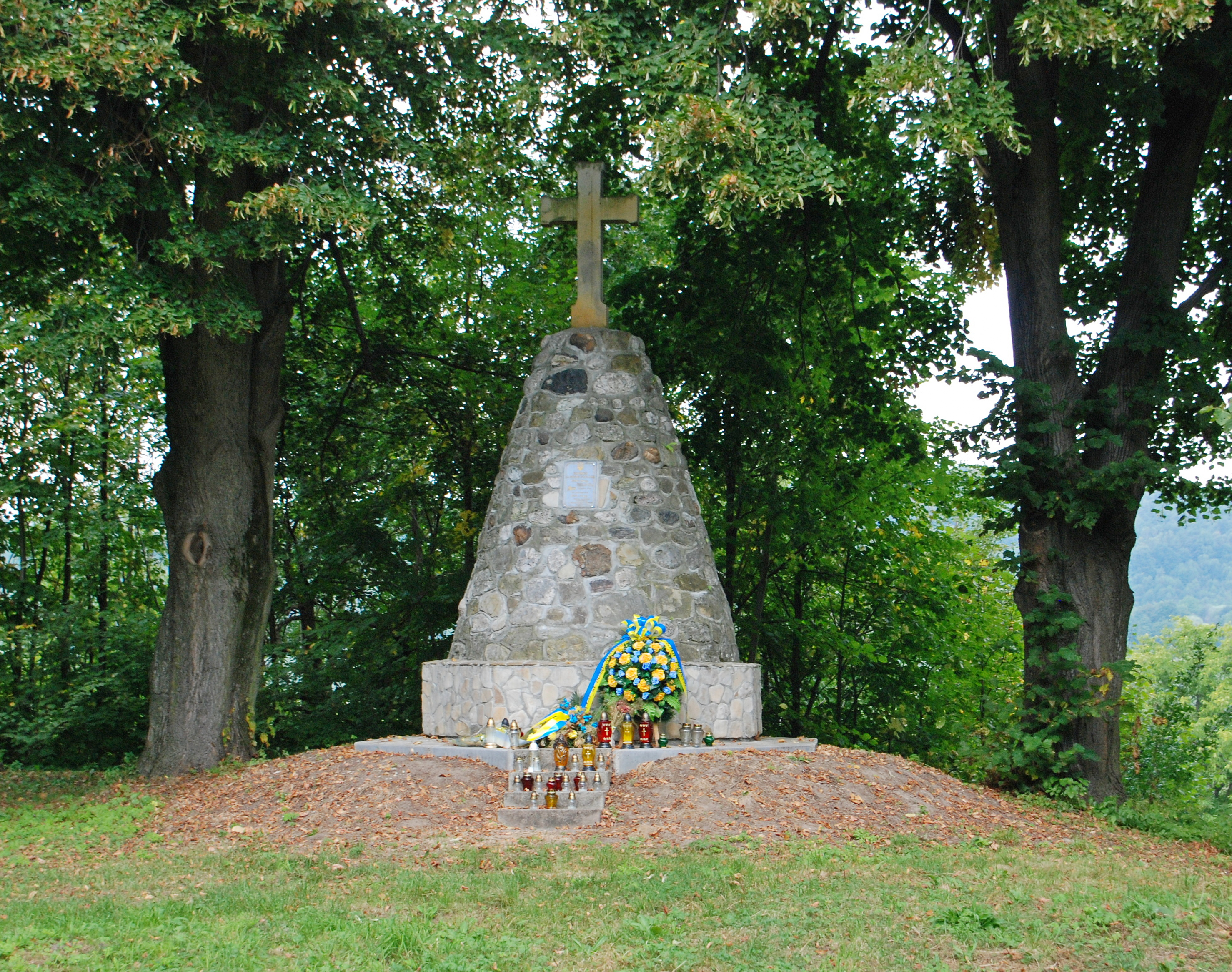
Kamienny obelisk na forytfikacji

## Cerkiew
Murowana cerkiew pw. św. Jerzego Męczennika zbudowana została prawdopodobnie w 1655, przebudowana w 1836, odnowiona w 1932.

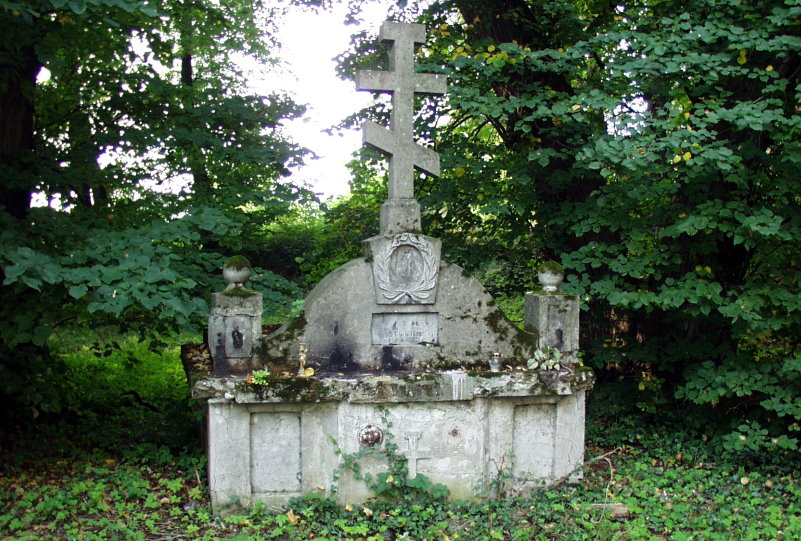
Zachowany grobowiec na cmentarzu w Nowych Sadach

## Fortyfikacje
Cerkiew zbudowana jest na wzgórzu kończącym grzbiet biegnący od Pacławia. W IX-XI w. było tu wczesnośredniowieczne grodzisko, górujące nad płaską równiną Wiaru. Od strony wsi (zachód, północ i wschód) fortyfikacje mają ok. 10 m wysokości. Z północnego zachodu prowadzi na górę droga, która przechodzi wąwozem przez fortyfikację i wydostaje się na majdan (urbanistyka) w pobliżu prezbiterium obecnej cerkwi. Na północno-wschodnim narożniku bastionu stoi kamienny obelisk z krzyżem łacińskim, bez żadnych napisów. Od strony grzbietu (południe) majdan osłonięty jest wałem ziemnym o wysokości ok. 5 m i odcięty przekopem, w znacznej części zasypanym.

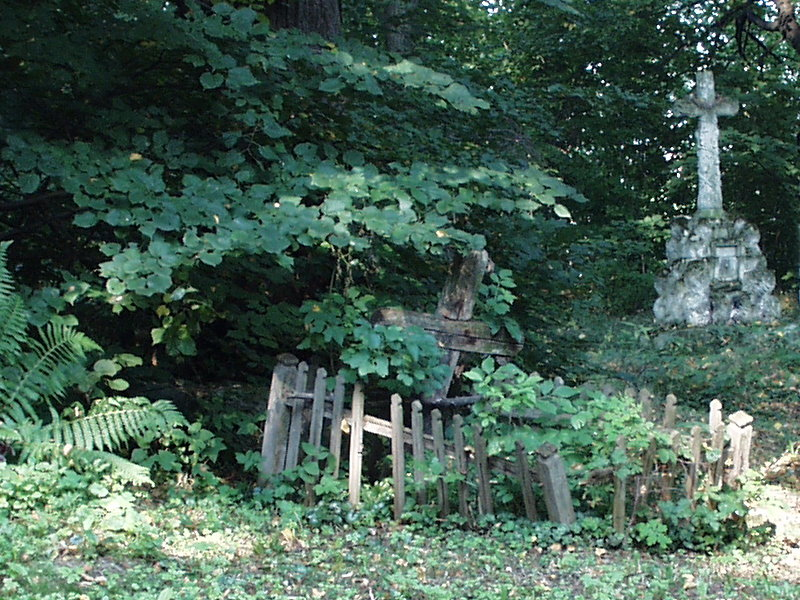
Nagrobek otoczony płotkiem

## Cmentarz
Południową część fortyfikacji zajmuje stary cmentarz. Nieużywany w latach 1947-1989 został w większości zdewastowany. Najlepiej zachował się betonowy grobowiec (w latach 80. przez rozbitą ścianę widać było trumny i kości) i kilka żeliwnych krzyży. W latach 90. XX w. część nagrobków została odrestaurowana. Charakterystycznym elementem cmentarza są drewniane płotki wokół grobów.

## Młyn wodny
Ciekawym zabytkiem jest również młyn wodny, który również od kilkudziesięciu lat dysponuje silnikiem na olej napędowy oraz turbiną 2 w polsce, który zapewnia zapas mocy w przypadku małego poziomu wody w Wiarze. Młyn wodny jest nieczynny od 1997 roku, obecnie trwają prace modernizacyjne, które prawdopodobnie zostaną zakończone za około 2 lata. Po ich ukończeniu młyn ma zostać uruchomiony.